# Bátorove Kosihy
Bátorove Kosihy (hongrois : Bátorkeszi) est un village de Slovaquie situé dans la région de Nitra.

## Histoire
Première mention écrite du village en 1156.

## Démographie

### Évolution de la population
| Année:               | 1994. | 2004.   | 2014.   | 2024.   |
| -------------------- | ----- | ------- | ------- | ------- |
| Nombre de personnes: | 3598  | 3493    | 3399    | 3291    |
| Différence:          |       | -2,91 % | -2,69 % | -3,17 % |

| Année:               | 2023. | 2024.   |
| -------------------- | ----- | ------- |
| Nombre de personnes: | 3294  | 3291    |
| Différence:          |       | -0,09 % |